# Xã Greenwood, Quận Clearwater, Minnesota
Xã Greenwood (tiếng Anh: Greenwood Township) là một xã thuộc quận Clearwater, tiểu bang Minnesota, Hoa Kỳ. Năm 2010, dân số của xã này là 83 người.